# Sugar Town
Pour plus de détails, voir Fiche technique et Distribution.
Sugar Town ou Face à la musique au Québec, est un film américain réalisé par Allison Anders et Kurt Voss en 1999

## Synopsis
Un groupe de rockers essaie de survivre dans le monde de la production de disque, mais c'est vingt ans après leur époque de succès. C'est l'occasion d'une tranche de vie de tout le monde qui tourne autour, new age, satanistes, drogués...

## Fiche technique
- Titre québécois : Face à la musique
- Titre : Sugar Town
- Scénario : Allison Anders & Kurt Voss
- Production : Nancy Griffin, Daniel Hassid, Nanda Rao pour Channel Four Films et October Films
- Musique : Larry Klein
- Photographie : Kristian Bernier
- Durée : 92 minutes
- Pays de production :  États-Unis et  Royaume-Uni
- Langue : anglais
- Couleur
- Son : Dolby
- Classification : France : U / USA : R (langage grossier, usage de drogue, sexualité)
- Dates de sortie : 
  - États-Unis : 26 janvier 1999 (festival du film de Sundance)| 17 septembre 1999
  - Argentine : 23 novembre 1999 (festival du film de Mar del Plata)
  - Portugal : 27 février 2000 (Festival du film Fantasporto)
  - France : 10 janvier 2001
  - République tchèque : 6 juillet 2001 (festival du film de Karlovy Vary)

## Distribution
| - Jade Gordon (V.Q. : Christine Bellier) : Gwen - John Taylor (V.Q. : Gilbert Lachance) : Clive - Michael Des Barres (V.Q. : Jacques Lavallée) : Nick - Martin Kemp (V.Q. : François Godin) : Jonesy - Larry Klein (V.Q. : Guy Nadon) : Burt - John Doe (V.Q. : Jean-Luc Montminy) : Carl - Lucinda Jenney (V.Q. : Nathalie Coupal) : Kate - Marion Moseley : bébé dans le sein de sa mère - Veronica Nommenson : Violet - Elena Nommenson : Rose - Amelia Nommenson : Daisy - Ally Sheedy (V.Q. : Marie-Andrée Corneille) : Liz - Nicholas Walker : Masseuse - Rosanna Arquette (V.Q. : Anne Bédard) : Eva - Jeffrey McDonald : Kevin | - Catherine Munro, Kristina Hayes, Lacey Rodine et Alyse Pozzo : groupies - Richmond Arquette : Rick - Lumi Cavazos : Rosio - Paige Dylan : mère de Nerve - Vincent Berry (V.Q. : Xavier Morin-Lefort) : Nerve - Polly Platt : Maggie - Chris Mulkey : Aaron - Simon Bonney, Kelly Jones : musiciens - Beverly D'Angelo (V.Q. : Élise Bertrand) : Jane - Antonia Bogdanovich : Maya - Kai Lennox : Alex - Kadu Lennox : Monte - Bijou Phillips : fille demandant l'autographe pour sa mère - Ursula Brooks : Tracy - Philip Tan: instructeur de karaté |

Source et légende : Version québécoise (V.Q.) sur Doublage Québec.

## Commentaires
Dans les acteurs, un certain nombre de musiciens authentiques, tels Kelly Jones, Bijou Phillips, Beverly D'Angelo, John Taylor.

## Récompenses
- Primé au Fantasporto  de 2000 pour le meilleur scénario (Best Screenplay), en faveur de Allison Anders et Kurt Voss
- Nommé aux Independent Spirit Awards de 2000 pour la meilleure première interprétation (Best Debut Performance) en faveur de Jade Gordon, et pour la Best Feature en faveur de Daniel Hassid